# Klaus Martin Ziegler
Klaus Martin Ziegler (* 23. Februar 1929 in Freiburg im Breisgau; † 22. September 1993 in Kassel) war ein deutscher Chorleiter, Organist und evangelischer Kirchenmusiker (Kirchenmusikdirektor).
Sein Kapellmeisterexamen absolvierte er 1948 bis 1950 an der Badischen Hochschule für Musik Karlsruhe. Es folgte ein Studium am Kirchenmusikalischen Institut Heidelberg 1950 bis 1952 als Schüler von Wolfgang Fortner, Hermann Meinhard Poppen und Gerhard Nestler. Berufliche Stationen waren 1952–54 als Kantor in Karlsruhe-Rüppurr und 1954 bis 1960 als  Kantor an der Christuskirche Karlsruhe. 1957 wurde er Leiter der Kirchenmusikabteilung an der Badischen Hochschule für Musik. Im selben Jahr nahm er einen Lehrauftrag an der Pädagogischen Hochschule Karlsruhe wahr. Von 1960 bis 1993 war er Kantor an der  Martinskirche in Kassel. Dort gründete er 1965 das Vocalensemble Kassel, mit dem er bei den Donaueschinger Musiktagen gastierte. 1967 wurde er zum Kirchenmusikdirektor ernannt. 1968 wurde er künstlerischer Direktor der Kirchenmusikalischen Fortbildungsstätte Schlüchtern. Von 1970 bis 1981 nahm er einen Lehrauftrag für Neue Musik und Chorleitung wahr. Zugleich war er Leiter des Kantoreichores an der Westfälischen Kirchenmusikschule Herford. Von 1981 bis 1987 leitete er den Südfunk-Chor Stuttgart. Diesem Chor gab er ein neues künstlerisches Profil, indem er sich für Neue Musik engagierte, für Komponisten wie Luciano Berio, Dieter Schnebel, Mathias Spahlinger und Adriana Hölszky. Mit der Veranstaltungsreihe „Neue Musik in der Kirche“, die aus der nachösterlichen „Woche für geistliche Musik der Gegenwart“ hervorging und 1977 mit den Kasseler Musiktagen fusionierte, machte er Kassel zu einem Zentrum neuer geistlicher Musik.
Zahlreiche geistliche Werke wurden unter seiner Leitung uraufgeführt, u. a. „Wir haben eine Hoffnung“ von Dietrich von Bausznern (1965 bei den Donaueschinger Musiktagen) und die Messe „Gebet der armen Seele“ von Giselher Klebe (1966 bei den Kasseler Musiktagen).